# Wereldvoetballer van het jaar 2006

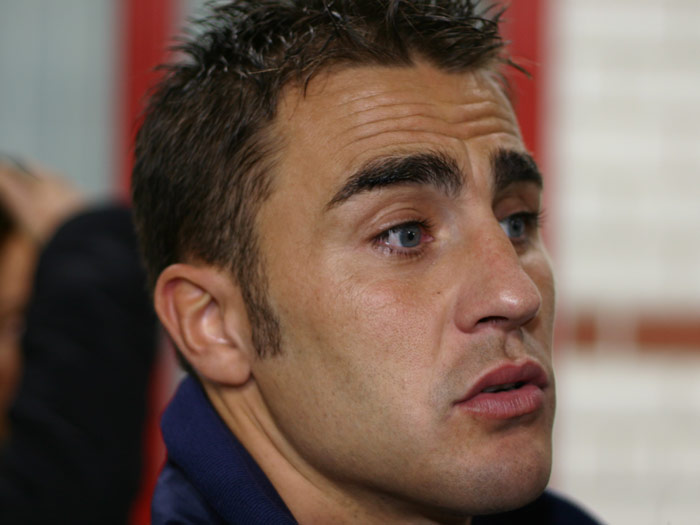
Fabio Cannavaro werd in 2006 Wereldvoetballer van het jaar.

In 2006 werd Fabio Cannavaro door de FIFA verkozen tot Wereldvoetballer van het jaar. Marta won deze titel bij de dames.

## Resultaten

### Mannen
| #  | Speler             | Club                      | Punten |
| -- | ------------------ | ------------------------- | ------ |
| 1  | Fabio Cannavaro    | Juventus → Real Madrid    | 498    |
| 2  | Zinédine Zidane    | Real Madrid               | 454    |
| 3  | Ronaldinho         | FC Barcelona              | 380    |
| 4  | Thierry Henry      | Arsenal                   | 317    |
| 5  | Samuel Eto'o       | FC Barcelona              | 300    |
| 6  | Didier Drogba      | Chelsea                   | 150    |
| 7  | Kaká               | AC Milan                  | 139    |
| 8  | Gianluigi Buffon   | Juventus                  | 118    |
| 9  | Zlatan Ibrahimović | Juventus → Internazionale | 86     |
| 10 | Cristiano Ronaldo  | Manchester United         | 69     |

### Vrouwen

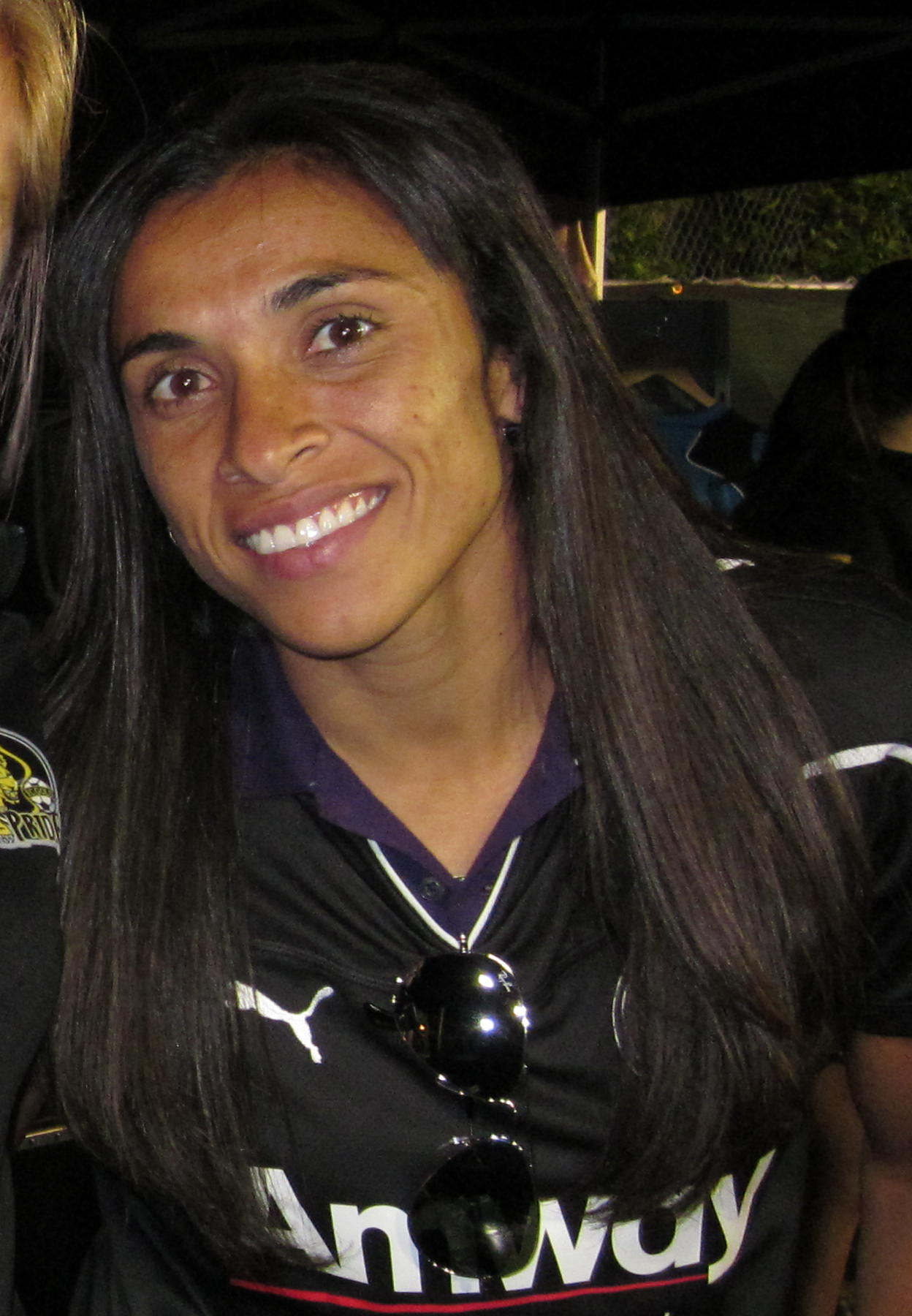
Marta werd in 2006 Wereldvoetbalster van het jaar.

| #  | Speler           | Punten |
| -- | ---------------- | ------ |
| 1  | Marta            | 475    |
| 2  | Kristine Lilly   | 388    |
| 3  | Renate Lingor    | 305    |
| 4  | Abby Wambach     | 182    |
| 5  | Kelly Smith      | 157    |
| 6  | Silke Rottenberg | 154    |
| 7  | Han Duan         | 116    |
| 8  | Ma Xiaoxu        | 99     |
| 9  | Malin Moström    | 87     |
| 10 | Lotta Schelin    | 82     |

## Referentie
- World Player of the Year - Top 10

1991 · 1992 · 1993 · 1994 · 1995 · 1996 · 1997 · 1998 · 1999 · 2000 · 2001 · 2002 · 2003 · 2004 · 2005 · 2006 · 2007 · 2008 · 2009